# 胶体虫
胶体虫（学名：Collozoum inerme）为胶体虫科胶体虫属的动物。分布于地中海、太平洋、大西洋、印度洋，包括东海等海域，一般生活于一般分布于热带海洋表层。